# Harminckettesek tere
A Harminckettesek tere Budapest VIII. kerületében, a Csarnok negyed és a Corvin negyed városrészek határán található tér, mely 1933. május 14. óta viseli a nevét.

## Fekvése
A tér a Baross utca vonalában, a József körút kereszteződésénél található, tulajdonképpen a József körút és Kisfaludy utca közti teresedés. A tér házszámai (1-7-ig) a Baross utca 1933 előtt odaszámozott házainak átszámozása révén jöttek létre. A Baross utcában a páratlan oldalon a 49. után 59. következik, a kettő között az utcára nincs szám, a térre azonban igen: itt találhatók a Harminckettesek tere 1-5-ig terjedő házai, míg a Baross utca páros oldalán az 56. után a 60. jön, az 56-os számú ház egyben a József körút 50., és a Harminckettesek tere 7., a tér 6. házszáma pedig egy modern építésű ház.

## Kialakulása
A tér valójában a volt Stáció (ma: Baross) és a Kis Stáció utca elágazásának pontján alakult ki. A Nagykörút és a Baross utca kiépültekor a parcellázáskor ezt a teresedést meghagyták, bár 1933-ig nem volt neve. Az itt felépített bérházak eredetileg a Baross utcára voltak számozva.

## Elnevezése
A téren 1933. május 14-én Horthy Miklós leplezte le Szentgyörgyi István szobrászművész, a 32. gyalogezredre emlékező alkotását. Ez volt a tér névadásának dátuma, az avatástól kezdődően hívják a közterületet Harminckettesek terének.

## Közlekedés
Mivel a tér a Nagykörút mentén fekszik, ezért a mindenkori körúti tömegközlekedés a tér felé irányuló közlekedést is ellátta. A 4-es és 6-os villamosok mellett a Baross utcán közlekedő 9-es busz, valamint a 72-es és a 83-as troli is áthalad a téren. Az éjszakai órákban a 6-os villamos mellett a 909-es, a 909A és a 923-as buszok érintik. 2008-ig a 17-es busz végállomása is a téren volt.
A tér egyik sajátossága, hogy a Kőbánya felől érkezők a Baross utcából a József körútra nem kanyarodhatnak kis ívben jobbra, ami évek óta problémát jelent az autóval közlekedők számára.

## Jelentős szobrok, épületek

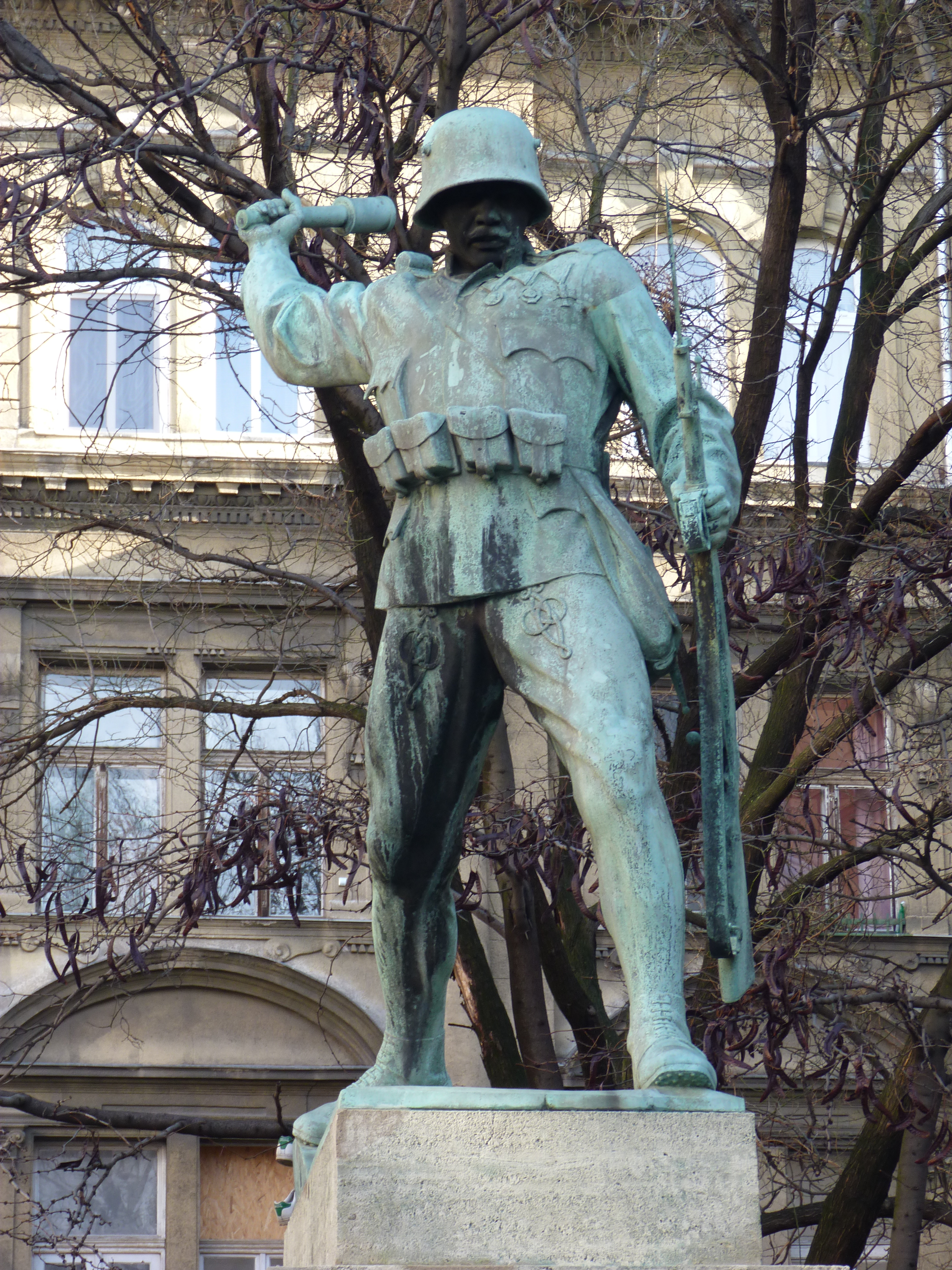
A 32. gyalogezred emlékműve

- A már említett szobor, mely a tér középpontjában áll, a névadó 32. gyalogezred emlékműve és első világháborús emlékmű (1933).[6][7]
- 2. sz. (Baross utca 53.) Ebben a házban működött 1910 és 1949 között kezdetben Vénusz, majd 1942-től Maros néven egy mozi[8] Maga a ház egyébként Pollák Sándor megbízásából, Heidelberg Sándor és Jónás Dávid mérnökök alkotásaként 1903-ban épült.[9]
- 3. sz. (Stáczió utcza 59. sz. később Baross utca 59.)  Az Aujeszky család háza volt. 1894-95 között épült a most is álló ház első két emelete. A hatvanas években újabb két szint, a 2000-es évek közepén ismét két szintet építettek. Aujeszky Aladár is itt töltötte gyerekkorát, aki az állatorvosi járványtan nemzetközileg is elismert kutatója [10][11]